# Restaurante D. Tonho

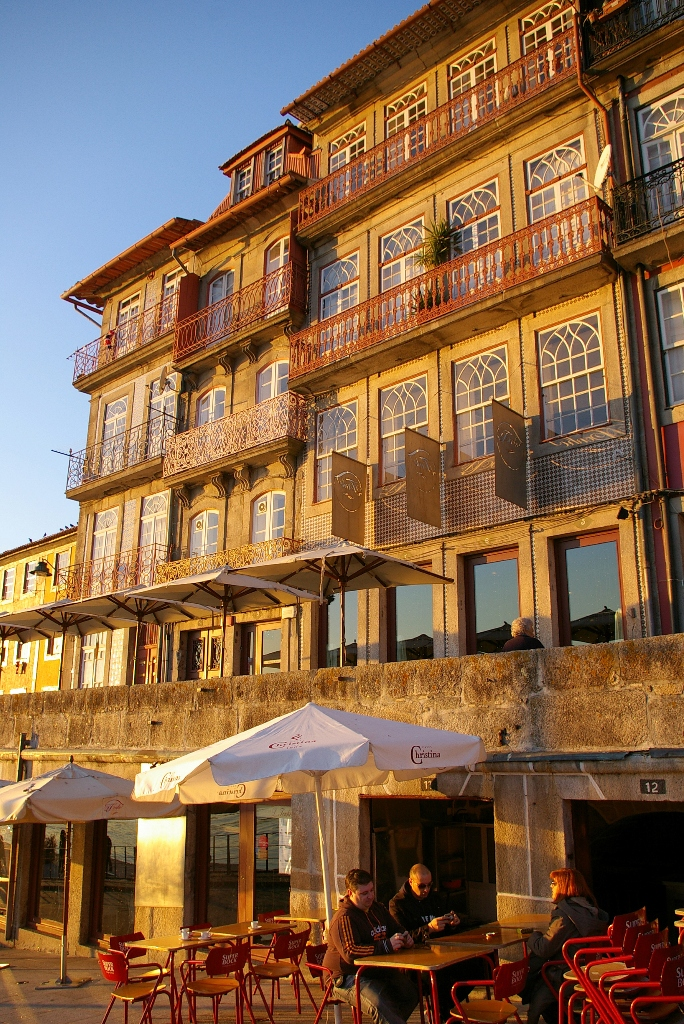
O Restaurante D. Tonho, no Porto.

O D. Tonho é um conhecido restaurante do Porto, Portugal, propriedade do cantor Rui Veloso.
Em Março de 2013, foi anunciado na imprensa que o restaurante tem quase quatro milhões de dívidas e já recorreu ao Processo Especial de Revitalização. 

## Localização
O restaurante está situado no Cais da Ribeira, em frente ao rio Douro, em pleno centro histórico. Com entrada pelos arcos das Muralhas Fernandinas, o D. Tonho ocupa edifícios que remontam aos séculos XVI, XVII e XVIII. O D. Tonho possui uma dependência na margem oposta do rio, em Vila Nova de Gaia.